# Aleurocanthus piperis
Aleurocanthus piperis là một loài côn trùng cánh nửa trong họ Aleyrodidae, phân họ Aleyrodinae.
Aleurocanthus piperis được Maskell miêu tả khoa học đầu tiên năm 1896.